# Jan Hein Boone
Jan Hein Boone (Leidschendam, 27 oktober 1939) is een Nederlandse politicus van de PvdA.
Boone volgde de hbs in Voorburg en studeerde economie in Rotterdam.
Hij was van 1970-1990 lid van de Provinciale Staten van Zuid-Holland voor de PvdA. Van 1974-1989 maakte hij deel uit van Gedeputeerde Staten van die provincie. In 1989 werd Boone benoemd tot burgemeester van Gouda. Na zijn pensionering in 2001 vervult hij diverse nevenfuncties zoals ambassadeur veiligheid van de Vereniging van Nederlandse Gemeenten en is hij voorzitter van enkele bezwaarschriftencommissies. Boone was voorzitter van het platform RijnGouweLijn en lid van de Landelijke Adviesgroep Ouderenbeleid van PvdA.
In de tijd waarin er (voorzichtig) gesproken werd over het oprichten van nieuwe stadsprovincies als Amstelland (regio Amsterdam), Haaglanden (regio Den Haag) en Rijnmond (regio Rotterdam) en het samenvoegen van de overgebleven delen van Noord- en Zuid-Holland, kwam Boone al snel met initiatieven om Gouda te promoten als kandidaat-hoofdstad van de nieuw te formeren provincie Holland. Tot een provinciale herindeling is het echter tot nu toe niet gekomen.